# 多色双管跳蛛
多色双管跳蛛（学名：Hasarius albocircumdatus） 为跳蛛科的動物。舊屬双管跳蛛属，今屬哈沙蛛属。

## 分佈
本物種見於香港。

## 外部連結
- 維基物種上的相關：多色双管跳蛛